# Chùa Liên Phái
Chùa Liên Phái là một ngôi chùa ở thủ đô Hà Nội, Việt Nam. Chùa nằm trong ngõ Liên Phái, phố Bạch Mai, thuộc phường Cầu Dền, quận Hai Bà Trưng. Liên Phái là tên của chùa từ năm 1840, trước đó chùa có tên là Liên Hoa rồi Liên Tông.

## Lịch sử
Theo kể lại, chùa Liên Hoa được dựng lên sau khi ông hoàng Trịnh Thập (có tài liệu ghi là Trịnh Hợp) (sinh năm 1696, mất năm 1733) con Tấn Quang Vương Trịnh Bính, là cháu nội Chúa Trịnh Căn và là Phò mã vua Lê Hy Tông (Trịnh Thập lấy người công chúa thứ 4) phát hiện một ngó sen sau khi đào đất ở gò cao sau phủ (phường Hồng Mai, sau đổi tên thành Bạch Mai)) để xây bể cạn. Trịnh Thập cho rằng đây là dấu hiệu của Phật và tin rằng mình có duyên với đạo. Vì vậy, Trịnh Thập quyết định chuyển phủ của mình thành chùa Liên Hoa, đồng thời theo đạo Phật, trở thành Lân Giác Thượng Sĩ trụ trì trong chính ngôi chùa này. Theo tấm bia đá khắc năm Tự Đức thứ 10 (1857) hiện còn ở chùa, chùa được xây dựng vào năm Bảo Thái thứ 7 (tức 1726). Năm 1733, Trịnh Thập (lúc đó mới 37 tuổi) mất và được chôn cất trong Tháp Cứu Sinh xây ở chính nơi tìm thấy ngó sen. Sau đó, chùa được đổi tên thành chùa Liên Tông. Đến năm 1840, chùa được đổi tên thành Liên Phái như hiện nay vì kiêng huý vua Thiệu Trị.

## Các đời trụ trì
- Thiền Sư Như Trừng Lân Gíac
- Thiền sư Tính Dược
- Tổ Khai Sơn
- Tổ Bảo Sơn
- Tổ Từ phong
- Hòa thượng Thích Thanh Tuệ (?-6/1992)
- Hòa Thượng Thích Gia Quang (1954) trụ trì (1992- nay)

## Kiến trúc
Chùa đã được nhiều lần tu sửa, trong đó được sửa chữa lớn vào các năm Ất Mão (1855) và Kỷ Tỵ (1869). Trước cổng chùa là ngôi tháp Diệu Quang cao 10 tầng có hình lục lǎng, đây là ngôi tháp xây theo kiểu 1 tòa Cửu Phẩm Liên Hoa và là tòa Tháp Cổ nhất, lai lịch rõ nhất trong nội Đô Hà Nội. Có hai hồ rộng ở hai bên cổng chùa. Trong chùa, có một sân rộng, nhà bái đường và khu tam bảo là nơi thờ Phật. Nhà tổ cách khu tam bảo một sân nhỏ. Ngoài ra, chùa còn có nhà bia với 34 tấm bia ghi sự tích và lịch sử của chùa cũng như tên những người đóng góp công đức.
Phía sau chùa là khu vườn tháp với 9 ngôi tháp xây thành 3 hàng trên một gò đất cao lần lượt có 2, 5 và 2 ngôi tháp. Ở hàng giữa có tháp Cửu Sinh xây bằng đá - đây là ngôi tháp cổ nhất trong nội thành Hà Nội. Khoảng năm 1890, người ta còn xây dựng một ngọn tháp cao 9 tầng có kiến trúc rất đẹp trong chùa.
Ngoài tượng Phật, trong chùa còn có tượng Lân Giác Thượng Sĩ và một quả chuông có khắc chữ "Liên Tông tục diện" (có nghĩa "Liên Tông kế tục sáng ngời").